# Renè Mantegna
Renato Claudio Mantegna, noto come Renè Mantegna,  a volte citato come Renato Mantegna e Renè "Prado" Mantegna (Italia, 31 luglio 1951 – Monza, 15 luglio 2013), è stato un percussionista italiano, con una lunga carriera da turnista e di concerti.
È stato il percussionista di numerosi artisti e gruppi italiani a partire dagli anni 70, tra cui Mina, Zucchero Fornaciari, Decibel, Pino Presti, Dedalus, Fabio Concato, Patrizia Bulgari, Renato Pareti, Vince Tempera, Alberto Anelli, Goran Kuzminac, Paolo Conte, Fiordaliso, Augusto Martelli con importanti presenze discografiche e televisive.
Ha partecipato attivamente alla vita musicale italiana e di Milano per oltre 40 anni, portando il contributo della cultura cubana a cui era profondamente legato.
Ha contribuito musicalmente e con la propria esperienza e umanità al periodo sperimentale degli anni settanta (es. Aktuala e Dedalus) nonché al rilancio della musica latina negli anni novanta.

## Biografia
Inizia negli anni sessanta, affacciandosi alla musica beat e funk con gruppi di cui non resterà, purtroppo, alcuna traccia discografica.
Durante gli anni settanta è in tournée con Pantaleon Perez Prado, alla cui famiglia resterà molto legato, con cui perfeziona una profonda cultura ritmica radicata nelle danze cubane che già avevano portato allo sviluppo del mambo.
Nel 1972 lo troviamo con Mina, nell'incisione dell'album "Cinquemilaquarantatre". Tornerà con Mina in altre sedute degli anni successivi, come nei 45 giri E poi...  e L'importante è finire e nell'album "Frutta e verdura".
Gli anni seguenti lo vedono coinvolto in movimenti di musica sperimentale e di anticipazione della world music. Partecipa a sedute degli Aktuala e alla registrazione del disco "Dedalus" dei Dedalus, alle percussioni africane.
Nel 1976 Pino Presti, già arrangiatore per numerosi dischi di Mina (tra cui i già citati "Cinquemilaquarantatre",  E poi...  e L'importante è finire), lo coinvolge nella registrazione dell'album "1st Round" e dei singoli Smile  e  Funky Bump. Sono tra le prime produzioni Italiane di musica funk.
Inizia quindi un periodo di collaborazioni con numerosi cantautori italiani.

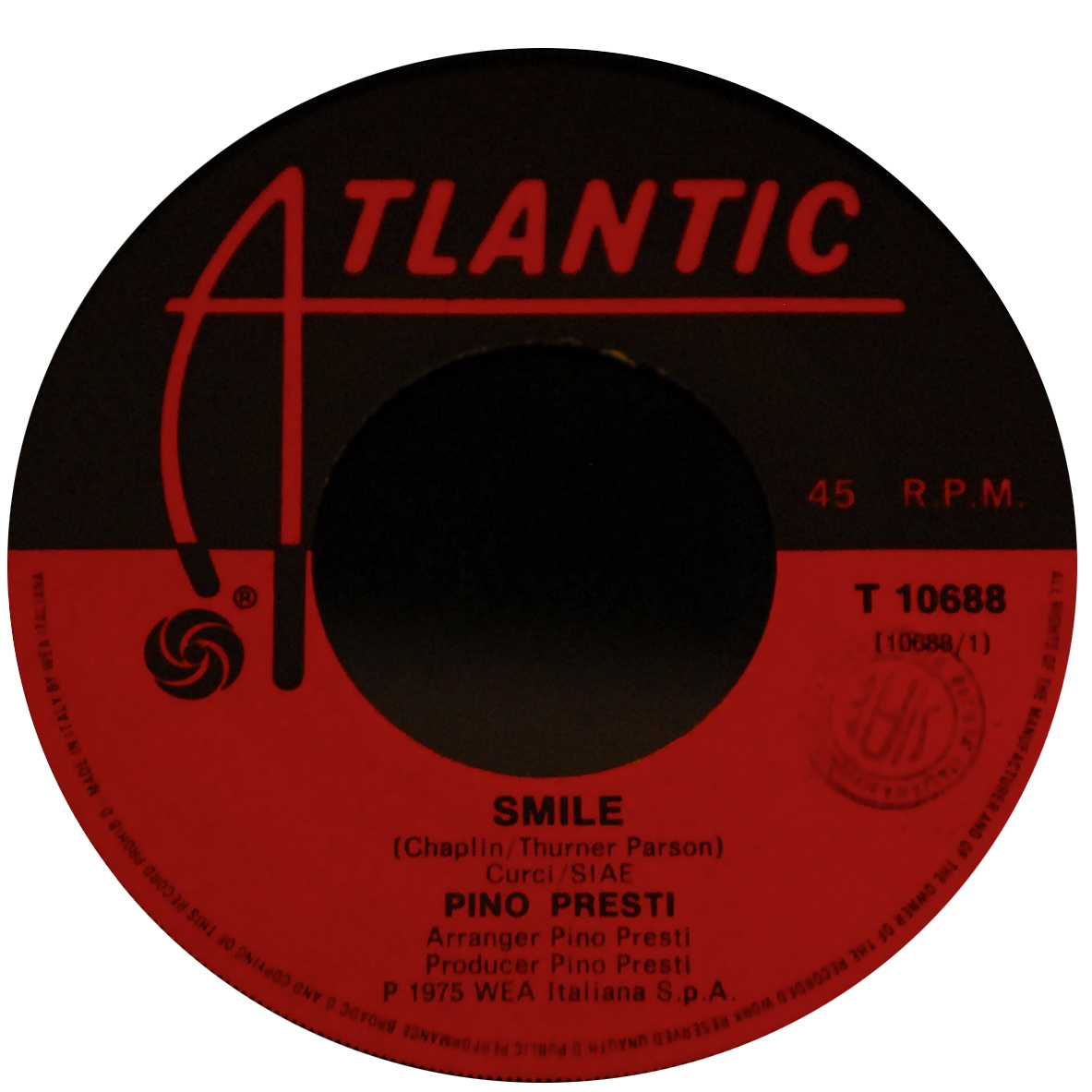
L'etichetta del 45 giri Smile/L'estate di Laura, una fra le produzioni degli anni settanta in cui Mantegna suonò le congas

Fabio Concato lo invita nel suo primo album nel 1977: "Storie di sempre" e nello stesso anno incide con Gianni Bella l'album Io canto e tu.
Nel 1978 è con Vito Paradiso, per l'incisione dell'album "Noi belli noi brutti" e partecipa all'incisione di "Amerigo" di Francesco Guccini.
Sempre nello stesso anno fa parte del gruppo Actarus (con Vince Tempera, Ares Tavolazzi, Ellade Bandini, Fabio Concato, Julius Farmer). Sono tra i primi responsabili di una ormai ben nota stagione di sigle televisive dedicate ai cartoni animati, raccolte nell'album "Atlas Ufo Robot".
Nel 1979 lo troviamo nel ruolo di percussionista in "Un gelato al limon", il terzo album di Paolo Conte e ancora con Fabio Concato in "Zio Tom".
Nel 1980, nell'album "Innamorata, innamorato, innamorati" di Toto Cutugno, suona le percussioni a fianco dello stesso Toto.

Nello stesso anno partecipa alla registrazione del disco "Ehi ci stai", del cantante-chitarrista italo-serbo Goran Kuzminac.
Ancora nel 1980, Renato Pareti lo invita alla registrazione del disco "Un altro cielo".
Con i Decibel incide il disco "Vivo da re" (1980).
Nel 1981 lo ritroviamo con Marco Ferradini, ad incidere il famoso brano Teorema incluso nel Q Disc Schiavo senza catene.

Ancora nel 1981 incide con Alberto Radius, in "Leggende".
Ritorna con Fabio Concato per il suo quarto album, "Fabio Concato" del 1982.
Sempre nel 1982 partecipa alla registrazione della 35ª raccolta di Fausto Papetti dal titolo My One And Only Love poi nel 1983 nella 37ª raccolta e nel 1984 nella 38ª
La cantante Fiordaliso lo invita nel 1983 per la registrazione del suo primo album, "Fiordaliso".
Nel 1985 è la volta di Zucchero Fornaciari, col quale incide l'album della sua svolta stilistica: Zucchero & The Randy Jackson Band.
Nel 1986 partecipa alla registrazione di "Sì, buana" di Mina, a fianco di George Aghedo.
Fabio Concato lo richiama per il suo nuovo album del 1986: "Senza avvisare".
Nel 1990 Marcella Bella incide con lui l'album "Problemi"
Nel 1991 è percussionista nel secondo album di Patrizia Bulgari -  "Giselle e.. ".
A partire dal 1991 lo troviamo inoltre al Festival di Sanremo, partecipe dell'atteso ritorno dell'orchestra, assente da oltre 10 anni.
Pierangelo Bertoli lo coinvolge ancora nel 1997 nella registrazione del disco "Angoli di vita".
Durante tutti gli anni novanta e a seguire partecipa a numerose iniziative di lancio della musica latina nell'area di Milano, sia come insegnante che nell'avviamento di gruppi italiani, dai quali viene ricordato soprattutto per la sua vena ironica e la sua grande generosità, sia musicale che umana.
Negli anni 80-90 prende anche parte delle orchestre di Rai e Mediaset, dove lo troviamo in molte trasmissioni di successo (tra cui il Festival di Sanremo) come percussionista.
Il maestro "Augusto Martelli" lo richiede come percussionista in numerosi album e registrazioni tv, tra i progetti più importanti lo incontriamo ad esempio:
- Finalmente Venerdì con Johnny Dorelli
- Risatissima con Lino Banfi
- Canzonissima con Loretta Goggi
- Mina contro Battisti 1995 con Red Ronnie ed Alba Parietti.
- La febbre del Venerdì sera 1996 con Fiorello e Maurizio Costanzo
- Premiatissima con Claudio Cecchetto (1982); Johnny Dorelli (1983-1986)
- Paperissima (edizione con orchestra) 1992 con Ezio Greggio - Marisa Laurito